# Aurélien Paret-Peintre
Aurélien Paret-Peintre   (Annemasse, 27 de febrer de 1996) és un ciclista francès, professional des del 2018. Actualment corre a l'equip AG2R Citroën Team. En el seu palmarès destaca el Gran Premi La Marseillaise de 2021 i, sobretot, una victòria d'etapa al Giro d'Itàlia de Giro d'Itàlia.
El seu germà Valentin també és ciclista professional.

## Palmarès
- 2013
  - 1r a la Challenge national juniors
  - 1r al Trofeu franco-suís
  - 1r a la Clàssica Jean-Patrick Dubuisson júnior
  - 1r a la Clàssica dels Alps júnior
  - 1r al Giro de Basilicata i vencedor d'una etapa
- 2014
  - 1r a la Volta a Ístria i vencedor d'una etapa
- 2015
  - 1r al Gran Premi de Faucigny
- 2016
  - Vencedor d'una etapa al Tour de l'Ardecha meridional
- 2018
  - 1r a l'Annemasse-Bellegarde i tornada
  - 1r al Circuit dels merlets a Saint-Lô
- 2021
  - 1r al Gran Premi La Marseillaise
- 2023
  - Vencedor d'una etapa al Tour dels Alps Marítims i del Var
  - Vencedor d'una etapa al Giro d'Itàlia
- 2024
  - Vencedor d'una etapa al Tour dels Alps

### Resultats al Giro d'Itàlia
- 2020. 16è de la classificació general
- 2023. 15è de la classificació general. Vencedor d'una etapa
- 2024. 26è de la classificació general

### Resultats al Tour de França
- 2021. 15è de la classificació general
- 2022. No surt (16a etapa)
- 2023. 55è de la classificació general